# Naheland

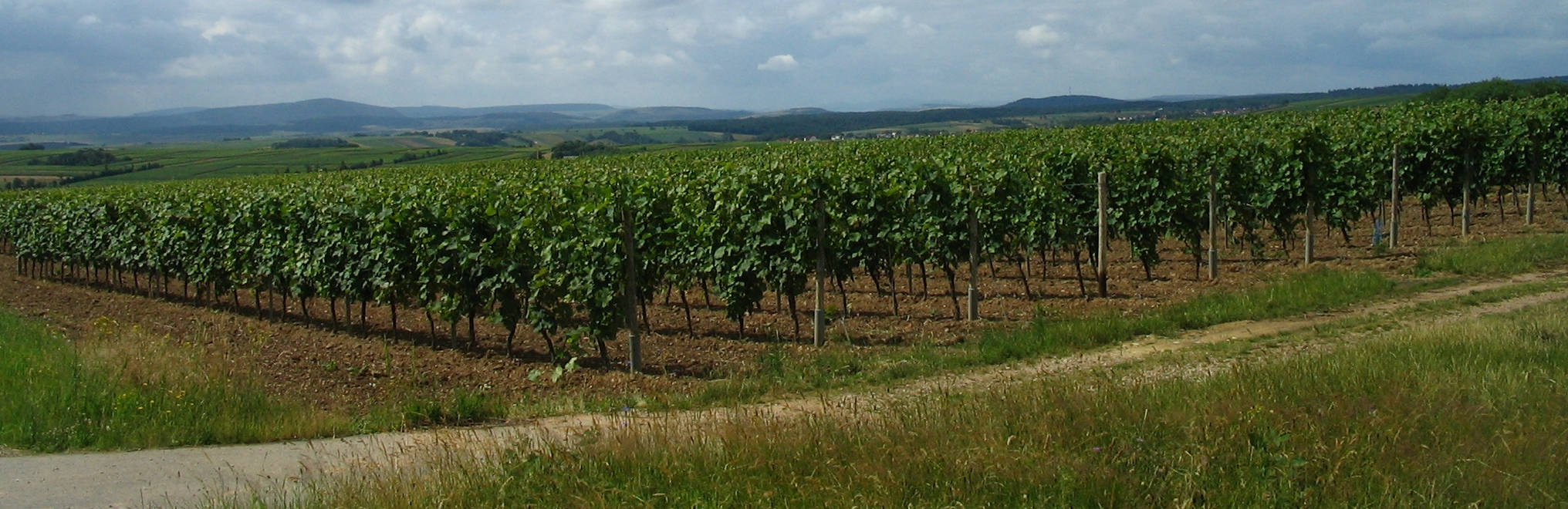
Blick ins Naheland

Als Naheland wird die Landschaft links und rechts des Flusses Nahe in Rheinland-Pfalz bezeichnet.

## Geographie
Die südlichen Ausläufer des Hunsrücks sowie des nördlichen Nordpfälzer Berglands beiderseits des Flusses Nahe werden zusammen als „Naheland“ bezeichnet.
Das Naheland erstreckt sich ca. 80 km in West-Ost-Richtung von der Quelle des Flusses im Saarland bis zu seiner Mündung in den Rhein in der Ortslage von Bingen. Während die enge Landschaft im Westen von Wäldern und Landwirtschaft geprägt ist, dominiert im breiten östlichen Abschnitt der Weinbau des Anbaugebietes Nahe.

## Landkreise
Das Naheland liegt in den beiden Landkreisen Birkenfeld und Bad Kreuznach.

## Kultur
Das Naheland zeichnet sich durch eine reichhaltige Musikkultur aus. Es bestehen hier überdurchschnittlich viele Chöre, Blasorchester, Big Bands und sonstige Musikgruppen. Zahlreiche Berufsmusiker entstammen diesem Landstrich oder wirkten hier.

### Musiker
- Rudolf Desch (1911–1997), Chorleiter und Komponist
- Herbert Eimert (1897–1972), Komponist und Professor für Elektronische Musik
- Gerhard Engbarth (* 1950), Kabarettist und Musiker
- Birgit Ensminger-Busse, Sängerin und Chorleiterin
- Hans-Jörg Fiehl, Gospelchorleiter
- Gerhard Fischer-Münster (* 1952), Komponist
- Theo Fischer (1926–2023), Chorleiter und Komponist
- Helmut Freitag (* 1960), Universitätsmusikdirektor
- Theo Fürst (1932–2011), Chorleiter und Komponist
- Fridel Grenz (1929–2018), Kirchenmusiker und Komponist
- Helmut Kickton (* 1956), Kantor und Herausgeber
- Eugen Klause (1903–1999), Kantor
- Jochen Lorenz (1949–2012), Musikschulleiter, Trompeter, Dirigent
- Gerd-Peter Münden (* 1966), Kantor
- Kristian Nyquist (* 1964), Cembalist
- Sigune von Osten (1950–2021), Sängerin
- Bernd Rusinski (1954–2004), Schlagersänger
- Beate Rux-Voss (* 1967), Kantorin und Cembalistin
- Magdalene Schauß-Flake (1921–2008), Komponistin
- Udo Schneberger (* 1964), Pianist und Musikprofessor in Japan
- Andreas Seger (* 1962), Musikredakteur und Komponist
- Dieter Wellmann (1933–2025), Kirchenmusikdirektor und Komponist
- Waldemar Woehl (1902–1976), Herausgeber und Musikpädagoge
- Gerhard Wöllstein (* 1963), Pianist und Chorleiter

### Chöre und Musikensembles
- Camerata Risonanza
- Konzertgesellschaft Bad Kreuznach
- Kreuznacher-Diakonie-Kantorei
- Symphonisches Blasorchester Obere Nahe
- Chor Cantamus aus St. Nikolaus

### Instrumentenbauer
- Gebr. Oberlinger Orgelbau
- Orgelbau Rainer Müller, Merxheim

## Verkehr
Die Hauptverkehrsachse der Region verläuft parallel zum Fluss Nahe. Die Bundesstraße 41 und die nichtelektrifizierte Schienenverbindung der Nahetalbahn sind von überregionaler Bedeutung.

## Tourismus
Der Begriff „Naheland“ (früher: „Nahegau“) dient heute immer mehr der touristischen Vermarktung der Region; die „Naheland-Touristik“ hat ihren Sitz in Kirn. Wanderern stehen zehn sogenannte Vitaltouren als Rundwanderwege zur Verfügung.